# Izraelita Magyar Irodalmi Társulat
Izraelita Magyar Irodalmi Társulat (rövidítve: IMIT) az Országos Izraelita Iroda kezdeményezése folytán hosszabb eszmecsere után 1894. február 14-én tartotta alakuló közgyűlését. Célja a zsidóság vallásos és tudományos irodalmának, valamint felekezeti életének ismertetése, idevágó munkák kiadása és terjesztése, nyilvános felolvasások és pályakérdések kitűzése és jutalmazása által. A társulat székhelye Budapest, ügyeit az igazgatóság és a választmány vezették.

## Kiadványai
Évente Évkönyvet adott ki, melynek minden kötete számos közérdekű tanulmányt közölt. Az Irodalmi Társulat adta ki a szöveghez szigorúan alkalmazkodó első magyar nyelvű teljes bibliafordítást négy kötetben.
Egyéb jelentős kiadványai:
- Ifjúsági Biblia (eddig 2 kötet, szerkesztő bizottság: Bánóczi József, Blau Lajos, Klein Miksa)
- Pollák Miksa – Büchler Sándor: A soproni és budapesti zsidók története;
- Venetianer Lajos: A zsidóság szervezete az európai államokban;
- Wellesz Gyula: Rasi élete;
- Frisch Ármin: Magyar zsidó oklevéltár;
- Guttmann Mihály – Harmos Sándor: Péchy Simon imádságos könyve;
- Kecskeméti Ármin: A zsidó irodalom és a zsidók egyetemes története.

## Vezetői
A Társulat elnökei voltak: Kohn Sámuel, majd Fischer Gyula. Társelnökei: Weinmann Fülöp, Hatvany József, Vadász Lipót, majd Vészi József. Pénztárosa: Székely Ferenc. Ügyésze: Halász Frigyes, majd Feleki Béla. A háború viszonyai a Társulat működését megakadályozták, 1928-ban azonban újra alakult a következő tisztikarral. Elnök: Wertheimer Adolf, Társelnök: Fischer Gyula. Titkár: Hevesi Ferenc, Pénztáros: Székely Ferenc. Ügyész: Dési Géza. A Társulat a régi szellemben és a régi célkitűzéssel folytatta működését.

## Külső hivatkozások
- Az Izraelita Magyar Irodalmi Társulat Évkönyve, digitalizált kötetek a REAL-J-ben